# Calycopsis
Calycopsis is een geslacht van neteldieren uit de  familie van de Bythotiaridae.

## Soorten
- Calycopsis bigelowi Vanhöffen, 1911
- Calycopsis birulai (Linko, 1913)
- Calycopsis borchgrevinki (Browne, 1910)
- Calycopsis chuni Vanhöffen, 1911
- Calycopsis gara Petersen, 1957
- Calycopsis krampi Petersen, 1957
- Calycopsis lipi van der Spoel & Bleeker, 1988
- Calycopsis nematomorpha Bigelow, 1913
- Calycopsis papillata Bigelow, 1918
- Calycopsis simplex Kramp & Damas, 1925
- Calycopsis simulans (Bigelow, 1909)
- Calycopsis typa Fewkes, 1882